# Izaak i Abraham

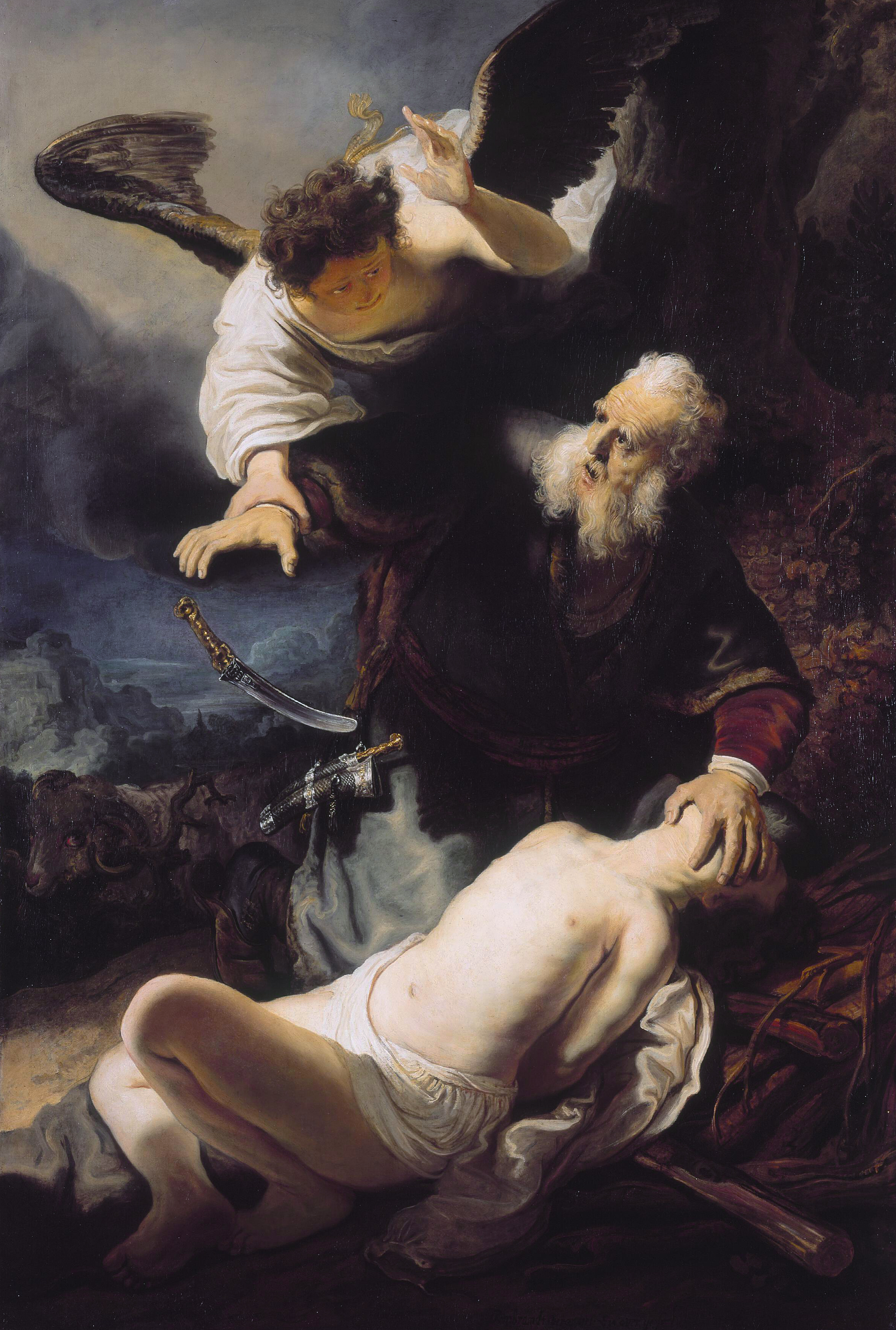
Ofiara Abrahama (Rembrandt)

Izaak i Abraham – poemat autorstwa Iosifa Brodskiego z 1963.
Poemat był inspirowany twórczością Wystana Hugh Audena. Koresponduje on też z Bojaźnią i drżeniem Sørena Kierkegaarda. Autor opisuje biblijną ofiarę (znaną w tradycji żydowskiej jako Akeda) odwołując się do żydowskiej mentalności, którą wiąże z postawą Abrahama, motywującego swoje działania przeświadczeniem o wierności Boga, będącego konkretem. Zawierając przymierze z ludem, Bóg ten dochować musi danej przysięgi. Mocną stroną poematu są akcenty psychologicznie. Początkowo, w pierwszej części utworu, podczas wędrówki na górę Moria, uwaga skupiona jest na postaci Abrahama. Potem następuje stopniowany wzrost napięcia. Paradoksalne są dialogi, w których Abraham popędza swego syna, Izaaka na miejsce ofiary. Początkowo syn ochoczo podąża za wezwaniami, ale stopniowo ogarniają go złe przeczucia i udaje, że nie słyszy wezwań. Do końca jednak nie wie, co go czeka u kresu wędrówki. Do wątku epickiego równoległe są odniesienia do chrześcijaństwa. Gorliwość ofiarna Abrahama jest symbolem ofiary Jezusa, a uciążliwa droga w górę symbolizuje Golgotę. Wątek ten kończy proroctwo anioła, który ukazuje Abrahamowi lepszy świat – bez cierpień i śmierci. Izaak natomiast widzi w wieszczym śnie przesłanie krzyża Chrystusa i zrozumienie tej ofiary. Autor rozważa oprócz powyższych spraw także dzieje narodu żydowskiego – zwłaszcza jego tułaczki, religijne wątpliwości i cierpienia. Ostatnie szesnaście wersów stanowi epilog utworu. Pojawia się tu postać lisa, która może być interpretowana jako autoportret Brodskiego.
Utwór powstał w 1963. W tym samym roku autor wydał też drugi poemat – Wielką elegię dla Johna Donne'a. Oba utwory posiadają wiele cech wspólnych, np. to samo metrum, zagęszczenie akcentów, a także konkretność w przedstawianiu spraw abstrakcyjnych. W latach 60. XX wieku Brodski był pod silnym wpływem literatury polskiej – można przypuszczać, że barokowość jego utworów z tego czasu zawdzięcza Rytmom autorstwa Mikołaja Sępa Szarzyńskiego.